# Cantons de la Costa d'Or

Cantons de la Costa d'Or

Els Cantons de la Costa d'Or (Borgonya-Franc Comtat) són 43 i s'agrupen en tres districtes:
- Districte de Beaune (10 cantons - sotsprefectura: Beaune) :
cantó d'Arnay-le-Duc - cantó de Beaune-Nord - cantó de Beaune-Sud - cantó de Bligny-sur-Ouche - cantó de Liernais - cantó de Nolay - cantó de Nuits-Saint-Georges - cantó de Pouilly-en-Auxois - cantó de Saint-Jean-de-Losne - cantó de Seurre

- Districte de Dijon (21 cantons - prefectura: Dijon) :
cantó d'Auxonne - cantó de Chenôve - cantó de Dijon-1 - cantó de Dijon-2 - cantó de Dijon-3 - cantó de Dijon-4 - cantó de Dijon-5 - cantó de Dijon-6 - cantó de Dijon-7 - cantó de Dijon-8 - cantó de Fontaine-Française - cantó de Fontaine-lès-Dijon - cantó de Genlis - cantó de Gevrey-Chambertin - cantó de Grancey-le-Château-Neuvelle - cantó d'Is-sur-Tille - cantó de Mirebeau-sur-Bèze - cantó de Pontailler-sur-Saône - cantó de Saint-Seine-l'Abbaye - cantó de Selongey - cantó de Sombernon

- Districte de Montbard (12 cantons - sotsprefectura: Montbard) :
cantó d'Aignay-le-Duc - cantó de Baigneux-les-Juifs - cantó de Châtillon-sur-Seine - cantó de Laignes - cantó de Montbard - cantó de Montigny-sur-Aube - cantó de Précy-sous-Thil - cantó de Recey-sur-Ource - cantó de Saulieu - cantó de Semur-en-Auxois - cantó de Venarey-les-Laumes - cantó de Vitteaux